# Дарьино (Аургазинский район)
Дарьино (баш. Дарьино) — деревня в Аургазинском районе Республики Башкортостан Российской Федерации. Входит в состав Чуваш-Карамалинского сельсовета.

## География

### Географическое положение
Расстояние до:
- районного центра (Толбазы): 27 км,
- центра сельсовета (Чуваш-Карамалы): 3 км,
- ближайшей ж/д станции (Белое Озеро): 7 км.

В деревне расположен одноимённый остановочный пункт железной дороги. Имеется ежедневное пригородное сообщение до станций Стерлитамак, Уфа и Карламан.

## История
Статус деревня поселение приобретено согласно Закону Республики Башкортостан от 20 июля 2005 года N 211-з «О внесении изменений в административно-территориальное устройство Республики Башкортостан в связи с образованием, объединением, упразднением и изменением статуса населенных пунктов, переносом административных центров», ст.1

 6. Изменить статус следующих населенных пунктов, установив тип поселения — деревня:
5) в Аургазинском районе:

…
п) поселка станции Дарьино Чуваш-Карамалинского сельсовета;
До 10 сентября 2007 года называлась деревней станции Дарьино. Переименование прошло согласно Постановлению Правительства РФ от 10 сентября 2007 г. N 572 «О присвоении наименований географическим объектам и переименовании географических объектов в Республике Адыгея, Республике Башкортостан, Ленинградской, Смоленской И Челябинской областях»:

 переименовать в Республике Башкортостан:

…в Аургазинском районе — деревню станции Дарьино в деревню Дарьино, деревню Старотурумбетово в деревню Дюртюли, деревню
железнодорожный барак 84 км в деревню Малая Ивановка, деревню Ивановка, расположенную на территории Тукаевского сельсовета, в деревню Старая Ивановка, деревню станции Нагадак в деревню Нагадак 

## Население
| 2002 | 2009 | 2010 |
| ---- | ---- | ---- |
| 36   | ↘17  | ↗41  |